# 北京一・京二
北 京一・京二（きた きょういち・きょうじ）は、日本のお笑いコンビ。和光プロダクション所属。

## メンバー
北 京一（きた きょういち）
大阪生まれ。ゼンジー北京の弟子で、2代目ゼンジー・一億の名で北京のアシスタントを務める。1973年に北京一・京二を解散した後、1974年にはパントマイム修行のため渡米する。1975年にはバンド「ソー・バッド・レビュー (Sooo Baad Revue)」に参加しボーカルを務める。その後、渡仏して近代マイムの父と呼ばれるエティエンヌ・ドゥクルー に師事。ドイツではダンススクールを開校。帰国後もパントマイム、舞台演出で活躍。2004年からは、バンド「金子マリ Presents 5th Element Will」にボーカルとパントマイムで参加。
北 京二（きた きょうじ）
京都生まれ。高校在学中に和光プロダクション所属のグループサウンズバンド「ファンキー・プリンス」に2代目ボーカリストとして加入。1971年のファンキー・プリンス解散後に、同じ和光プロダクションに所属する北京一とコンビを結成する。1973年のコンビ解散後は、コンサート、DJなどを中心に活動するが、スキルアップのために渡米。ロサンゼルスにてライブやレコーディング活動を行い、帰国後はそれまでの経験をもとに、総合プロデューサーとしてラジオ・CF・テーマソング・CMソング、ステージ各種イベント等の企画制作や、国内外アーティストのプロデュース、イベント等を手がける。現在は、自らバンドを率いてライブを中心に活動中。

## 経歴
1971年9月に漫才コンビとしてデビュー。ラジオ、テレビ、ステージに多くのレギュラー番組を持ち、舞台に出演して活躍していたが、京一はコメディからパントマイムの世界に惹かれるようになり、京二は音楽に専念への意向が強く、1973年に解散。長らくそれぞれの道を歩んでいたが、2018年にコンビでの活動を正式に再開する。

## テレビ出演
- 必殺仕掛人 第27話 「横をむいた仕掛人」(放映日：1973年3月3日)、京に到着した藤枝梅安と千蔵が休憩していた茶店に入ってきた旅人役[7]